# Oberallach, Trebesing
Oberallach je naselje v Občini Trebesing v Okraju Špital ob Dravi  na Koroškem v Avstriji.